# ایستگاه قطار شهری بسیج
ایستگاه قطار شهری بسیج یکی از ایستگاه‌های خط ۱ قطار شهری مشهد است که در میدان بسیج (برق) و در نزدیکی حرم امام رضا و پایانه مسافربری امام رضا قرار دارد. در این ایستگاه خط ۱ و خط ۳ متروی مشهد یکدیگر را قطع می‌کند. در نیمه اول سال ۱۳۹۶ ایستگاه بسیج، پرترددترین ایستگاه قطار شهری مشهد بود.
از این ایستگاه ۱۴ خط اتوبوسرانی مشهد و حومه می‌گذرد.